# Hr.Ms. De Ruyter (1936)

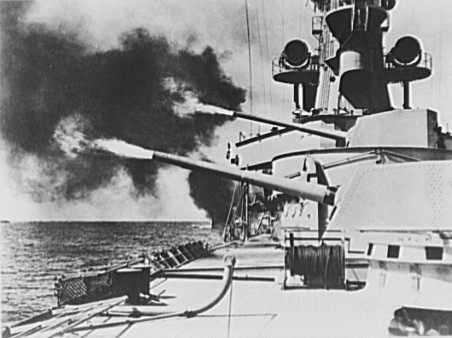
Hr.Ms. De Ruyter vuurt

Hr.Ms. De Ruyter was een lichte kruiser van de Koninklijke Marine. Het schip is bekend geworden als vlaggenschip van schout-bij-nacht Karel Doorman tijdens de Slag in de Javazee. Het schip was genoemd naar luitenant-admiraal Michiel de Ruyter.

## Achtergrond
Het gemis van een vlaggenschip voor de Oost-Indische wateren leidde rond 1930 tot het besluit de De Ruyter te bouwen. De kiel werd op 16 september 1933 gelegd bij scheepswerf Wilton-Fijenoord te Rotterdam. De tewaterlating was op 11 maart 1935. Op 3 oktober 1936 was de afbouw voltooid. Hr.Ms. De Ruyter werd in dienst gesteld in de Oost-Indische wateren.

## Ontwerp
Het schip was 170,92 meter lang, 15,7 meter breed en had een diepgang van 5 meter. De waterverplaatsing bedroeg 6442 ton standaard en 7822 volgeladen. De motoren van het schip leverden 66.000 pk, waarmee een snelheid van 32 knopen gehaald kon worden. Het schip werd bemand door 437 man.
De hoofdbewapening van de De Ruyter bestond uit het merkwaardige aantal van zeven kanonnen van 150 mm, opgesteld in drie dubbeltorens en één enkele toren. In het oorspronkelijke ontwerp waren zes kanonnen opgenomen (drie dubbeltorens). Nadat men zich had gerealiseerd dat het schip een eskadercommandant met diens staf moest herbergen, werd het ontwerp iets vergroot. Er ontstond toen ruimte voor één extra kanon. Het extra kanon stond in B-positie, op de bak, achter en iets hoger dan de voorste dubbeltoren. Nog iets meer geld uitgeven opdat er plaats kwam voor een dubbeltoren wilde men niet. Indien de kanonnen van de voorste dubbeltoren omhoog gebakst werden, zodat alle drie de kanonnen op het voorschip goed zichtbaar werden, toonde het schip van een afstand gelijkenis met de Duitse pantserschepen van de Deutschlandklasse, die op het voorschip een drielingtoren voerden.
Het ontwerp van de De Ruyter was op zijn beurt weer een blauwdruk voor dat van de Eendrachtklasse-kruisers, die veel groter waren en tien kanonnen van 150 mm (2×3 en 2×2) zouden voeren.
De secundaire bewapening was relatief licht en bestond uit tien kanonnen (of mitrailleurs) van 40 mm in vijf tweelingopstellingen. De opstelling was echter wel goed gekozen op het achterschip: alle vuurmonden hadden een optimaal schootsveld en de vuurleiding was bijzonder goed.
Mede met het oog op lange patrouilles in de uitgestrekte Indische wateren kon de kruiser twee vliegtuigen aan boord nemen. Merkwaardig genoeg overigens besloot Doorman geen vliegtuigen mee te voeren aan de vooravond van de Slag in de Javazee.
Het ontwerp van de De Ruyter had een aantal goede punten. Toch was het schip voor zijn grootte relatief licht bewapend en licht gepantserd. Zou iets meer geld uitgetrokken zijn, dan zou het schip veel beter uitgerust zijn geweest.

## Diensthistorie
Op 12 januari 1937 vertrok het schip naar Nederlands-Indië, waar het op 5 maart dat jaar aankwam in Tandjong Priok.
Op 26 september 1939 stortte een vliegtuig van het schip tijdens een postvlucht voor het eskader op de noordkust van het eiland Bangka neer. Hierbij liet officier-vlieger H.J. Stoutjesdijk het leven.
Vanuit Soerabaja vertrokken op 12 april 1940 de De Ruyter, de Java en een aantal onderzeeboten voor tactische oefeningen op de Javazee. Dit gebeurde na afkondiging van een hoge staat van paraatheid. Op 20 mei dat jaar oefende het schip opnieuw met de Java. Ditmaal betroffen het vuurleidings- en artillerie-oefeningen. In mei 1941 escorteerde de De Ruyter het passagiersschip de Oranje naar Singapore.
Op 4 februari 1942 raakte het schip licht beschadigd tijdens een Japanse aanval op de ABDA-vloot, bestaande uit Britse, Amerikaanse, Australische en Nederlandse eenheden.

### Slag in de Javazee
Op 27 februari 1942 voer het schip uit voor de Slag in de Javazee als vlaggenschip van schout-bij-nacht Karel Doorman, die aan het hoofd stond van een internationaal eskader. De opdracht was Japanse konvooien met invasietroepen voor Java beletten om Java te bereiken. De konvooien werden echter niet gevonden. Vervolgens raakte het eskader slaags met een ander Japans eskader, waarbij de Nederlandse kruisers de Java en de De Ruyter werden getorpedeerd. Doorman verkoos het om met zijn schip ten onder te gaan. In totaal kwamen 345 bemanningsleden van de De Ruyter om het leven.
Overlevenden
Er werden 109 overlevenden als krijgsgevangenen meegenomen, matroos Klaas Leendert de Bruin (1914-1957) werd gered door een onbekend gebleven schip en de Amerikaan Marvin Edward Sholar (1912) werd gered door de USS S-37.

### Het wrak
Op 1 december 2002 werden beide kruisers teruggevonden in de Javazee, bij het eiland Bawean. Een internationale groep duikers die op zoek was naar HMS Exeter stuitte op Hr.Ms. De Ruyter tijdens een zoektocht met sonar. Het schip lag op circa 69 meter diepte, met een kleine slagzij naar stuurboord.

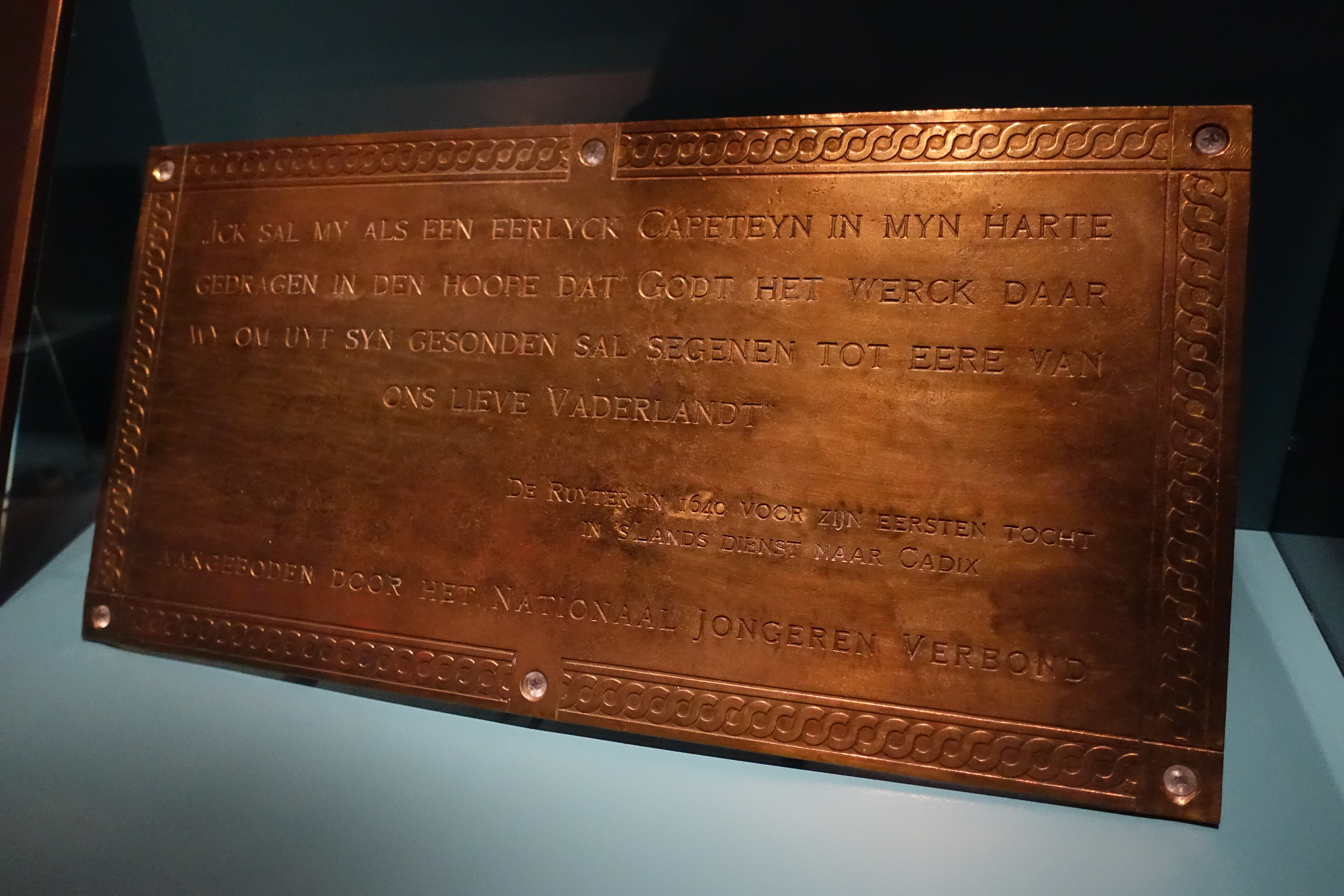
Plaquette afkomstig van het wrak

Duikers wisten te bevestigen dat het inderdaad om de De Ruyter ging. De ontdekking kreeg buiten duikkringen weinig aandacht, maar haalde in 2004 nogmaals het nieuws toen uit de De Ruyter en de Java vier scheepsbellen werden gestolen en te koop werden aangeboden. De Koninklijke Marine is weer eigenaar van de scheepsbellen. Een van de bellen is geplaatst op het Karel Doorman-monument in Soerabaja, twee bellen zijn in Den Helder, in het Marinemuseum en in het Commandementsgebouw 'De Admiraliteit', en de vierde bel is uitgeleend aan de Kloosterkerk in Den Haag. Ook is een plaquette opgedoken van het wrak, met de belofte van Michiel de Ruyter uit 1641 (op de plaquette staat 1640).
Op 15 november 2016 werd door de Nederlandse overheid bekendgemaakt dat het wrak van de oorspronkelijke vindplaats was verdwenen. Aangenomen wordt dat het wrak door een Aziatisch bergingsbedrijf was geruimd om het als schrootijzer te verkopen.